# Gareth Forwood
Gareth L. John Forwood est un acteur britannique de théâtre, de cinéma et de télévision, née le 14 octobre 1945 à Marylebone (Londres, Angleterre) et mort le 16 octobre 2007 à Cité de Londres (Londres, Angleterre).
Forwood est né des acteurs Glynis Johns et Anthony Forwood. Il a fait ses débuts à l'écran en 1965 et a continué à prospérer en tant qu'acteur de personnage avec plus de 40 crédits au cinéma, à la télévision et au théâtre. Il a eu des rôles récurrents dans plusieurs grosses productions, notamment avec la chaîne publique britannique ITV. Dans sa carrière ultérieure, Forwood a été typé dans plusieurs adaptations télévisées britanniques de romans classiques.

## Biographie

### Jeunesse
Gareth Forwood naît le 14 octobre 1945 près de Londres (Royaume-Uni). Sa mère est Glynis Johns, une actrice de cinéma et de théâtre très connue. Son père, Anthony Forwood, était un acteur de cinéma. Gareth était un enfant unique. Il a fréquenté plusieurs écoles publiques, dont Ludgrove School, où il était la même année que Charles Wellesley (9e duc de Wellington), Stowe et Millfield.

### Carrière
Forwood a fait ses débuts sur scène le 22 décembre 1964, dans La Belle et la Bête de Nicholas Stuart Gray.

### Vie privée
En 1973, Forwood a épousé la Française Véronique Lecoq, avec qui il a eu un fils.

## Filmographie
- 1968 : The Bofors Gun de Jack Gold : Lt. Packering
- 1969 : La Bataille d'Angleterre (Battle of Britain) de Guy Hamilton : Alistair
- 1979 : Birth of the Beatles de Richard Marquand : Alden
- 1980 : Salade russe et Crème anglaise  (Blade on the Feather) de Richard Loncraine : Docteur
- 1981 : Priest of Love de Christopher Miles : Photographe sur l'Aquitaine
- 1982 : Gandhi de Richard Attenborough : Secrétaire
- 1991 : King Ralph de David S. Ward : Duke
- 1992 : Electric Moon de Pradip Krishen : Ian